# Otostigmus striatus
Otostigmus striatus är en mångfotingart som beskrevs av Masatoshi Takakuwa 1940. Otostigmus striatus ingår i släktet Otostigmus och familjen Scolopendridae.
Artens utbredningsområde är Taiwan.

## Underarter
Arten delas in i följande underarter:
- O. s. striatus
- O. s. porteri